# Bồng chanh nửa cổ
Bồng chanh nửa cổ (danh pháp hai phần: Alcedo semitorquata) là loài chim thuộc chi Bồng chanh, Họ Bồng chanh. Loài này chỉ ăn cá và luôn sinh sống gần các vùng nước. Nó phân bố ở các bờ và xung quanh các vùng nước nam và đông châu Phi.